# Stretto di Prince William
Lo stretto di Prince William, in inglese Prince William Sound, è uno specchio di mare stretto tra le impervie montagne che si affacciano sul golfo dell'Alaska e le acque antistanti racchiuse da un gran numero di isole che lo separano dall'oceano Pacifico. Il lato sud-est è chiuso dalle isole Montague, Hinchinbrook e Hawkins. Al suo interno, tra le altre, Knight Island e Esther Island.

## Storia
Lo stretto si trova in Alaska, a circa 80 km a sud-est di Anchorage, la più grande città dell'Alaska. Il navigatore danese Vitus Bering e il suo equipaggio furono i primi europei ad arrivare in Alaska, nel 1741. Successivamente lo stretto divenne una via di comunicazione e di transito per le navi cisterna che fanno rifornimento di petrolio nell'oleodotto della Trans-Alaska Pipeline System, a Valdez.
Nel 1989 la petroliera Exxon Valdez andò a sbattere contro la Bligh Reef, appena dopo aver lasciato Valdez, causando un disastro ecologico senza precedenti, a causa della perdita di quasi 41 milioni di litri di petrolio in mare, che causò la morte di circa 250.000 uccelli marini, circa 3.000 lontre di mare, 300 foche, 250 aquile calve e di 22 balene, oltre a considerevoli danni ambientali e a
l'ecosistema.

## Ecosistema
Lo stretto di Prince William è un habitat delicato: le molte specie animali che lo abitano sono legate da un rapporto di interdipendenza e tutte sono sensibili agli squilibri causati dall'uomo. Durante il periodo della riproduzione, miriadi di lontre marine con prole si sdraiano sul letto di alghe marine nello stretto.
La pelle del salmone rosa viene lavorata a Cordova, nella Baia delle Orche, e mandata in Corea per la conciatura.